# 안소니 기어리

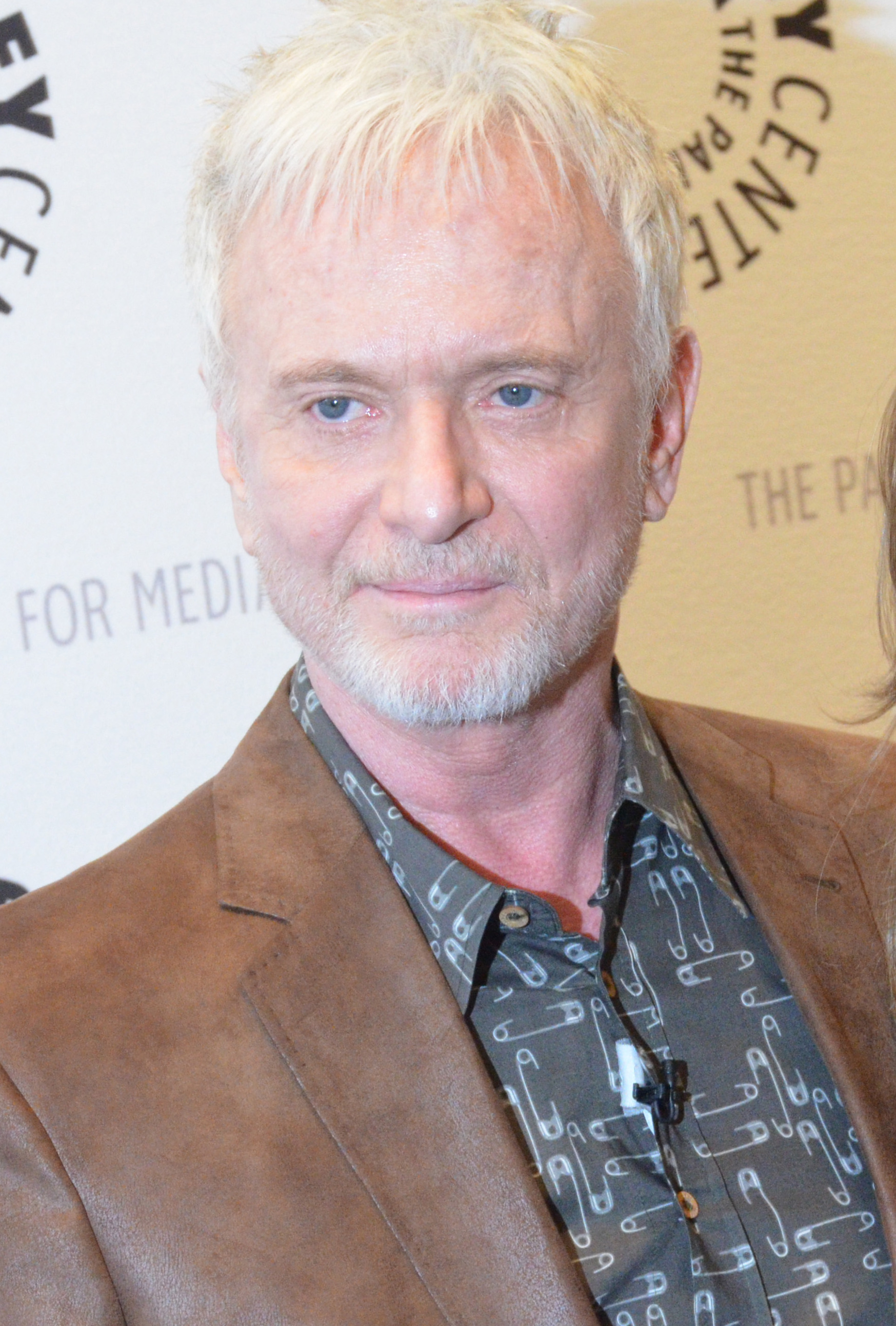

앤서니 기어리(Anthony Geary, 1947년 5월 29일 ~ )는 미국의 배우이다. ABC 연속극 《제너럴 호스피털》의 루크 스펜서 역으로 잘 알려져있으며, 이를 통해 데이타임 에미상 드라마 시리즈 부문 남우주연상을 8번 받는 기록을 세웠다.

## 출연 작품

### 영화
- 자니 총을 얻다 (1971)
- 네모 선장 (1978, The Return of Captain Nemo)
- 킥스 (1985, Kicks)
- 뚱보 삼총사 (1987, Disorderlies)
- 삼각 관계 (1988, It Takes Two)
- 러브스트럭 (1988, You Can't Hurry Love)
- 사막의 폭행자 (1989, High Desert Kill)
- 분노의 총탄 (1989, Crack House)
- 법정 사건 (1989, Do You Know the Muffin Man?)
- UHF 전쟁 (1989, UHF)
- 나이트 라이프 (1989) - 존 역
- 어둠의 전사 (1991, Night of the Warrior)
- 청춘의 빛 (1991, Scorchers)
- 티처스 펫 (2004) - 애니메이션
- Carpool Guy (2005)
- 피쉬 탱크 (2009) - 승합차의 남성 역

### 텔레비전
- 닥터 웰비 (1971-75)
- 더 영 앤 더 레스트리스 (1973)
- 샌프란시스코 수사반 (1974-76)
- 명탐정 바나비 존즈 (1976-77)
- 제너럴 호스피털 (1978-84, 1993-2015, 2017)
- 호텔 (1985)